# Nacume Szószeki

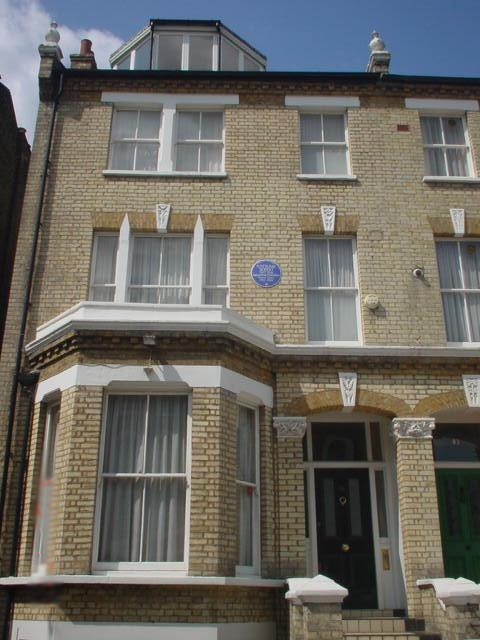
Nacume Szószeki dél-londoni (Clapham) lakása

Nacume Szószeki (japánul: 夏目漱石, Hepburn-átírással: Natsume Sōseki), születési neve: Nacume Kinnoszuke (japánul:夏目金之助) (Edo, 1867. február 9. – Tokió, 1916. december 9.) japán író.

## Életpályája
Szószeki 1888-ban iratkozott be a tokiói Császári Egyetem előkészítő tanfolyamára, majd 1890-től angol nyelvet és irodalmat hallgatott. Egyetemi évei alatt jól megtanult angolul, alaposan megismerte az angol – és általában a nyugati – irodalmat. A tokiói egyetemen töltött évei jelentősen befolyásolták írói fejlődését. Itt ismerkedett meg Maszaoka Sikivel (1867–1902), a fiatal írókat maga köré tömörítő tehetséges, új utakat kereső költővel.
1893-ban kapta meg tanári oklevelét, nem sokkal később Kumamotóba került gimnáziumi tanárnak. 1900-ban londoni tanulmányútra ment: két és fél évet töltött ott, ám nem tudta megszokni a nyugati életformát, nagyon zárkózottan élt. Igyekezett minél több anyagot gyűjteni Az irodalomról c. művéhez. Londonban töltött éveiről levelekben számolt be. 1903-ban tért haza, a tokiói egyetemen az angol irodalom tanárának nevezték ki. 1904-ben kezdődött írói pályafutása, ekkor kezdte sorozatosan megjelentetni a Londoni beszámolókat. 1907-ben abbahagyta a tanítást, hogy kizárólag az írásra koncentrálhasson. 1916-ban bekövetkezett korai haláláig megfeszített ütemben dolgozott: regényeket, számos elbeszélést és kritikai cikket írt. Népszerűsége oly nagy volt a japán olvasók körében, hogy a tizenegy évet, amelyben alkotott, „Nacume-éveknek” nevezték.

## Munkássága
A Meidzsi-korszak legelsőnek tekintett regényírója (Nagai Kafúval együtt), munkásságának köszönhető a modern realista regény meggyökerezése Japánban. Legismertebb regénye a Kokoro és a Macska vagyok. Angol irodalommal is foglalkozott, ezenkívül haikukat, kínai verseket és tündérmeséket is írt. 1984 és 2004 között az ő portréja díszítette az 1000 jenes bankjegyeket.
A legismertebb japán írók sorába a Vagahai va neko de aru (Macska vagyok, 1905) és a Boccsan (A Kölyök, 1906) című szatirikus regényeivel emelkedett – mindkettő kora szűk látókörű nyárspolgárait és értelmiségi szélhámosait gúnyolja. Harmadik regénye, a Kuszamakura („Fűpárna”, 1906) lírai alkotás, egy festőnek egy távoli faluban tett látogatásáról szól.
1907 után született művei komor hangvételűek: fő témájuk az ember küzdelme az egyedüllét ellen. Hősei művelt középosztálybeli férfiak, akik elárulnak egy hozzájuk közel álló személyt, vagy őket árulják el, és bűntudatuk vagy kiábrándultságuk elszigeteli őket embertársaiktól. A Kódzsin („Az utazó”, 1912-13) című regényében a főhős csaknem beleőrül a magányba, a Kokoro („Szív”, 1914) főszereplője pedig öngyilkos lesz. A Meian („Félhomály”, befejezetlen) és a Mon (A kapu) című utolsó regényeiben a japán értelmiség problémáival foglalkozott. A kapu egy trilógia önmagában is megálló kötete, érett mesterségbeli tudásról tanúskodik, és bepillantást enged a század eleji Japán mindennapi életébe. A regény központi alakja hiába próbál eljutni egy zen kolostor kapujához, hogy a vallásban találjon enyhülést; kudarcélménye a frusztráció, elszigeteltség és kétségbeesés riasztó jelképe. Utolsó regénye, a Micsikusza („Út menti fű”, 1915) önéletrajzi jellegű.

## Magyarul megjelent művei
- A kapu. Regény (1910); ford. Kolumbán Mózes; Szépirodalmi, Bp., 1962
- Macska vagyok. Regény (1905); ford. Erdős György, utószó Gy. Horváth László; Európa, Bp., 1988
- A Kölyök (1906); ford. Vihar Judit; Balassi, Bp., 2003 ISBN 963-506-531-0

## Emlékezete
- 1984 óta működik a Soseki Museum Londonban.
- A 2006-ig érvényes régi 1000 jenes bankjegyet Nacume Szószeki portréja díszítette.